# بينوا سالمون
بينوا سالمون (بالفرنسية: Benoît Salmon) (و. 1974  م) هو راكب دراجة هوائية، ومدير رياضي ‏ فرنسي، ولد في دينان.
بينو سالمون هو درّاج فرنسي محترف سابق، وُلد في 9 مايو 1974 في مدينة دينان (Dinan) بمنطقة بريتاني. بدأ مسيرته الاحترافية في عالم الدراجات عام 1995 مع فريق كاستوراما (Castorama)، واستمر في المنافسة حتى عام 2008، حيث اختتم مسيرته مع فريق أغريتابل (Agritubel) . 

## سباقات أو مراحل فاز بها
| التاريخ        | السباق                                   | المركز                                               |
| -------------- | ---------------------------------------- | ---------------------------------------------------- |
| 23 مارس 1997   | شوليه باي دي لوار 1997                   | الخامس في التصنيف العام                              |
| 04 أبريل 1997  | 1997 روت أديلي                           | الثامن في التصنيف العام                              |
| 01 يناير 1998  | 1998 Tour de Vaucluse                    | الفائز في التصنيف العام                              |
| 06 يونيو 1998  | Classique des Alpes 1998                 | الثالث في التصنيف العام                              |
| 20 فبراير 1999 | طواف هوت فار 1999                        | السادس في التصنيف العام                              |
| 23 مايو 1999   | جائزة دو ميدي ليبر الكبرى 1999           | الفائز في التصنيف العام                              |
| 05 يونيو 1999  | Classique des Alpes 1999                 | الثاني في التصنيف العام                              |
| 25 يوليو 1999  | سباق طواف فرنسا 1999                     | الأول في تصنيف أفضل شاب، المرتبة 16 في التصنيف العام |
| 25 أبريل 2000  | باريس-كاممبير 2000                       | السادس في التصنيف العام                              |
| 03 يونيو 2000  | Classique des Alpes 2000                 | السادس في التصنيف العام                              |
| 01 يناير 2001  | كأس فرنسا لركوب الدراجات على الطريق 2001 | الثامن في تصنيف النقاط                               |
| 27 مايو 2001   | جائزة دو ميدي ليبر الكبرى 2001           |                                                      |
| 01 يناير 2004  | بطولة سباق الطرق الفرنسية 2004           |                                                      |
| 19 يونيو 2005  | روتي دو سود 2005                         |                                                      |

## روابط خارجية
- بينوا سالمون على موقع الاتحاد الدولي للدراجات (الإنجليزية)
- بينوا سالمون على موقع أرشيف الدراجات (الإنجليزية)
- بينوا سالمون على موقع إحصائيات الدراجات الإحترافية (الإنجليزية)
- بينوا سالمون على موقع نسبة الدراجات (الإنجليزية)
- بينوا سالمون على موقع CycleBase (الإنجليزية)